# Gradski stadion (Sinj)
Gradski stadion – stadion piłkarski w Sinju, w Chorwacji. Został otwarty w 2006 roku. Może pomieścić 3096 widzów. Swoje spotkania rozgrywa na nim drużyna NK Junak Sinj.